# Мечтатели (фильм, 1934)
«Мечтатели» другое название — «Восстание человека» (подзаголовок «Во мгле ли Россия?»)) — советский художественный кинофильм, снятый в 1934 году по собственному сценарию режиссёром Давидом Марьяном на Москинокомбинате. Дебют Давида Марьяна в кинематографе.

## Сюжет
В киноленте показан период времени от гражданской войны до первой пятилетки.
Показано братство солдат разных национальностей, в гражданскую войну мечтающих о завтрашнем «светозарном», счастливом будущем трудящихся всей земли.
Фильм о красноармейцах-интернационалистах, которые в годы гражданской войны сражались на Донбассе, а после окончания боевых действий приступили к восстановлению разрушенных шахт, их вере в идею, за которую борются герои, нравственную, партийную убежденность в правоте отстаиваемых позиций.

## В ролях
- И. Неронов — Николай Творогов
- Алла Тарасова — Наталья Творогова
- Николай Плотников — Михалыч
- Михаил Жаров — Хайлов
- Лев Свердлин — Баиз
- Иван Кудрявцев — Чиж
- Сергей Вечеслов — Андрей Волынцев, инженер
- Владимир Гардин — профессор
- Валентина Вагрина — Вера Волынцева
- Сергей Комаров — профессор Волынцев
- Николай Чаплыгин — Сергей Волынцев
- Борис Медведев — Яша Званцев

Кинолента имела широкую и единодушно одобрительную прессу. В энциклопедическом издании 1967 года «История советского кино» фильму дана высокая художественная оценка:

Сценарист и режиссёр Д. Марьян в своем фильме «Мечтатели» (1934) попытался охватить время от гражданской войны до первой пятилетки. На экране возникали тяжёлые облака и снятые снизу, шатающиеся от ветра люди — это была гражданская война и это было немое кино. Пластической экспрессией кадров режиссёр рисовал уход шахтёров из поражённого голодом и тифом Донбасса
Картина «Мечтатели» была включена в программу «Социалистический авангардизм» 33 Московского международного кинофестиваля.